# Carlo Carrà
Carlo Carrà (11. února 1881, Quargnento – 13. dubna 1966, Milán) byl italský malíř. Byl představitelem futurismu a později metafyzické malby. V roce 1906 začal studovat na Akademii Brera v Miláně, kde byl vyučován Cesarem Tallonym.

## Období futurismu
K futuristickému uměleckému směru se dostal, když se roku 1909 seznámil se zakladatelem futurismu Filippem Marinettim a Umbertem Boccionim. Jeho díla se proměnila. Jako futurista se snažil zatratit minulost a vyzdvihnout technologické pokroky. Ve svých dílech se zaměřoval na budoucnost, mechanizaci a rychlost.

Následujícího roku podepsal se svými kolegy Umbertem Boccionim, Giacomem Ballou a Ginem Severinim Manifest futuristických malířů.

Během 1. světové války, respektive od roku 1915, byl Carrà v italské armádě, kde byl také zraněn. Válka měla na futuristy negativní vliv. Schylovalo se k jejich rozpadu. V roce 1916, po smrti Boccioniho, začal futurismus ustupovat jiným uměleckým směrům.

## Období metafyzické malby
Ve vojenské nemocnici se roku 1917 seznámil s Giorgiem de Chiricem (zakladatelem metafyzické malby). Opustil futuristické malby a přidal se k De Chiricovi. Zalíbil se mu jeho styl malby. Carrà nebyl pouze jenom malíř, ale také umělecký kritik. Sedmnáct let působil v deníku L’Ambrosiano. Ve čtyřicátých letech se stal učitelem na Akademii Brera, kde sám studoval.

## Dílo

### Futurismus
- Pohřeb anarchisty Galliho (1911)
- Co mně povídala tramvaj (1911)

### Metafyzická malba
- Pittura metafisica (1919) – kniha